# 荣仕星
荣仕星（1956年5月—），男，壮族，广西靖西人，中华人民共和国政治人物，曾任广西壮族自治区人大常委会副主任，第十届全国政协委员。